# 盘亭乡
盘亭乡，是中华人民共和国福建省南平市浦城县下辖的一个乡镇级行政单位。

## 行政区划
盘亭乡下辖以下地区：
盘江村、下洋坑村、北山村、南山村、柳墩村、庙湾村、深坑村、棠岭村、肖军村、均溪村、刘田村、秀里村、上黄处村和东峰村。